# Kathedraal van Otranto
De Kathedraal van Otranto of de Annunciatiekathedraal (Italiaans: Santa Maria Annunziata) is de belangrijkste kerk in de Zuid-Italiaanse stad Otranto (regio Apulië). In de kathedraal worden de resten bewaard van de martelaren van Otranto, meer dan 800 christenen die door de Turkse grootvizier Gedik Ahmed Pasja werden onthoofd nadat zij weigerden zich te bekeren tot de islam.

## Geschiedenis
De kathedraal werd gebouwd op de ruïnes van een Romeins huis en een eerste christelijk heiligdom. Met deze werkzaamheden werd begonnen in 1068. De wijdingsplechtigheid van de kerk vond op 1 augustus 1088 plaats tijdens het pontificaat van paus Urbanus II. De kerk is opgedragen aan de Maria-Boodschap en is 54 meter lang en 25 meter breed. De kathedraal heeft byzantijnse, vroegchristelijke en romaanse invloeden.

## De martelaren
De kathedraal speelde eveneens een rol bij de tragische gebeurtenissen rond de Turkse bezetting van de stad in 1480. Na een mislukte aanval op Rhodos verlegde Mehmet II zijn aspiraties naar de verovering van de hoofdstad van het christendom. In 1480 doken voor de kust van Apulië de schepen van de Turkse vloot op. De zuidoostelijke stad Otranto was met 6000 inwoners destijds een belangrijke havenstad tussen Oost en West en vormde een bruggenhoofd naar Rome, het uiteindelijke doel van de veroveringstocht. Na 15 dagen belegering wisten de Turken een bres te slaan in de verdedigingsmuur. De admiraal Gedik Ahmed Pasja verordonneerde alle mannelijke bewoners boven 15 jaar om te brengen en de vrouwen en kinderen als slaaf in te schepen, maar een deel van de bevolking wist echter te ontkomen. Bijzonder wreed was de dood van de commandant van de verdedigingskrachten: hij werd van boven naar beneden doormidden gezaagd. De aartsbisschop Stefano Pendinelli liep de Turkse belagers vanuit de kathedraal tegemoet en smeekte de aanvallers om de mensen die zich verscholen in de kathedraal te sparen. Hem werd echter de keel doorgesneden en zijn hoofd werd als trofee in de stad rondgedragen. Gedik Ahmed Pasja eiste aan de christenen in de kathedraal zich tot de islam te bekeren, hiervoor kregen ze een nacht bedenktijd. Op 12 augustus lieten de christenen weten dat niemand van plan was zijn geloof in te ruilen voor de islam. Daarop gaf de Turkse krijgsheer het bevel allen te ketenen en de kathedraal in een stal te veranderen. Op 14 augustus gaf hij ten slotte opdracht alle gevangenen op een heuvel buiten de stad te onthoofden. Op de heuvel waar zij werden onthoofd, verrees later de kerk van de Heilige Maria van de Martelaren. In totaal werden er 17.000 mensen in de stad en omgeving afgeslacht.
Dertien maanden later lukte het Alfons I van Napels om de stad te bevrijden van de bezetter. Op 13 oktober 1481 werd het massagraf van de onthoofde slachtoffers gevonden. Hun lichamen vertoonden toen echter nog geen ontbindingsverschijnselen. De lichamen werden daarna naar de kathedraal gebracht. Vanaf 1485 werden ook delen van de martelaren naar andere kerken in Italië gebracht. Paus Clemens XIV verklaarde de martelaren in 1771 zalig en stond de verering van hen in Otranto toe. Sindsdien zijn ze de schutspatronen van zowel de stad als het aartsbisdom. Op 6 juli 2007 werden de slachtoffers door de Kerk als martelaren van het geloof erkend gevolgd door de heiligverklaring door paus Benedictus XVI op 20 december 2012.
In de kapel van de kathedraal en de apsis bevinden zich zeven kasten met daarin de onthoofde schedels en botten van de martelaren.

## Het vloermozaïek
De kerk heeft over een lengte van 54 meter en een breedte van 28 meter een vloermozaïek. Het mozaïek strekt zich uit over het middenschip, het koor en de dwarsbeuken en laat zich lezen als een immens boek. Het betreft een werk uit de jaren 1163-1166 dat in opdracht van bisschop Gionata di Otranto tot stand kwam onder leiding van de monnik Pantaleon(e), die leiding gaf aan de kunstwerkplaats van Otranto. Het mozaïek vertrekt vanuit een levensboom gedragen door twee olifanten en vertelt over legenden, maar ook over het dagelijks leven van heiligen en scènes uit de Bijbel. Om het meesterwerk te kunnen maken waren er ongeveer 600.000 steentjes nodig.

## De Byzantijnse crypte
De crypte dateert uit de 11e eeuw. De fraaie kapitelen zijn voorzien van verschillende dorische, ionische en korinthische stijlen. Moderne restauraties hebben de barokke veranderingen uit de 18e eeuw ongedaan gemaakt.

## Afbeeldingen

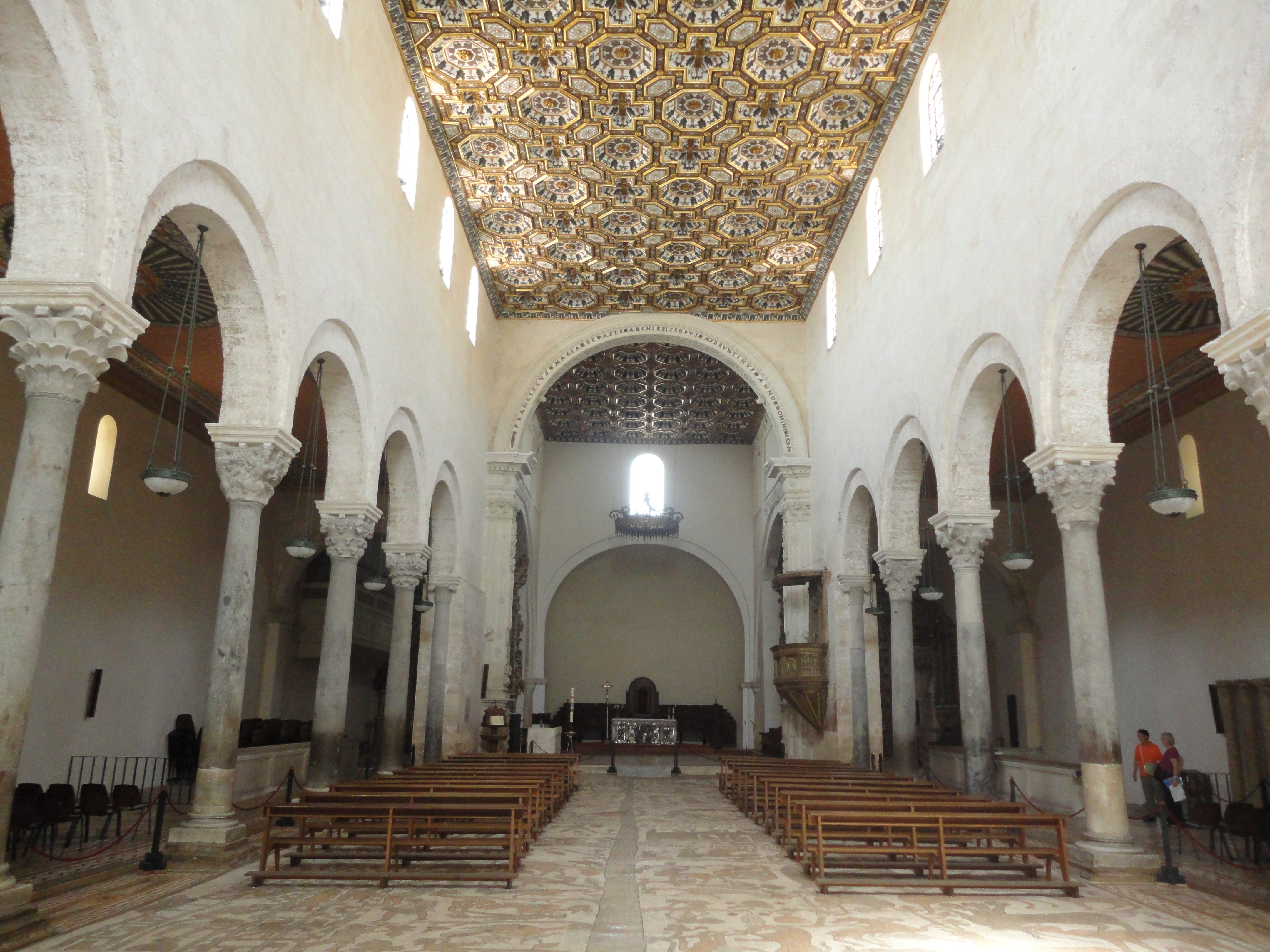
Interieur
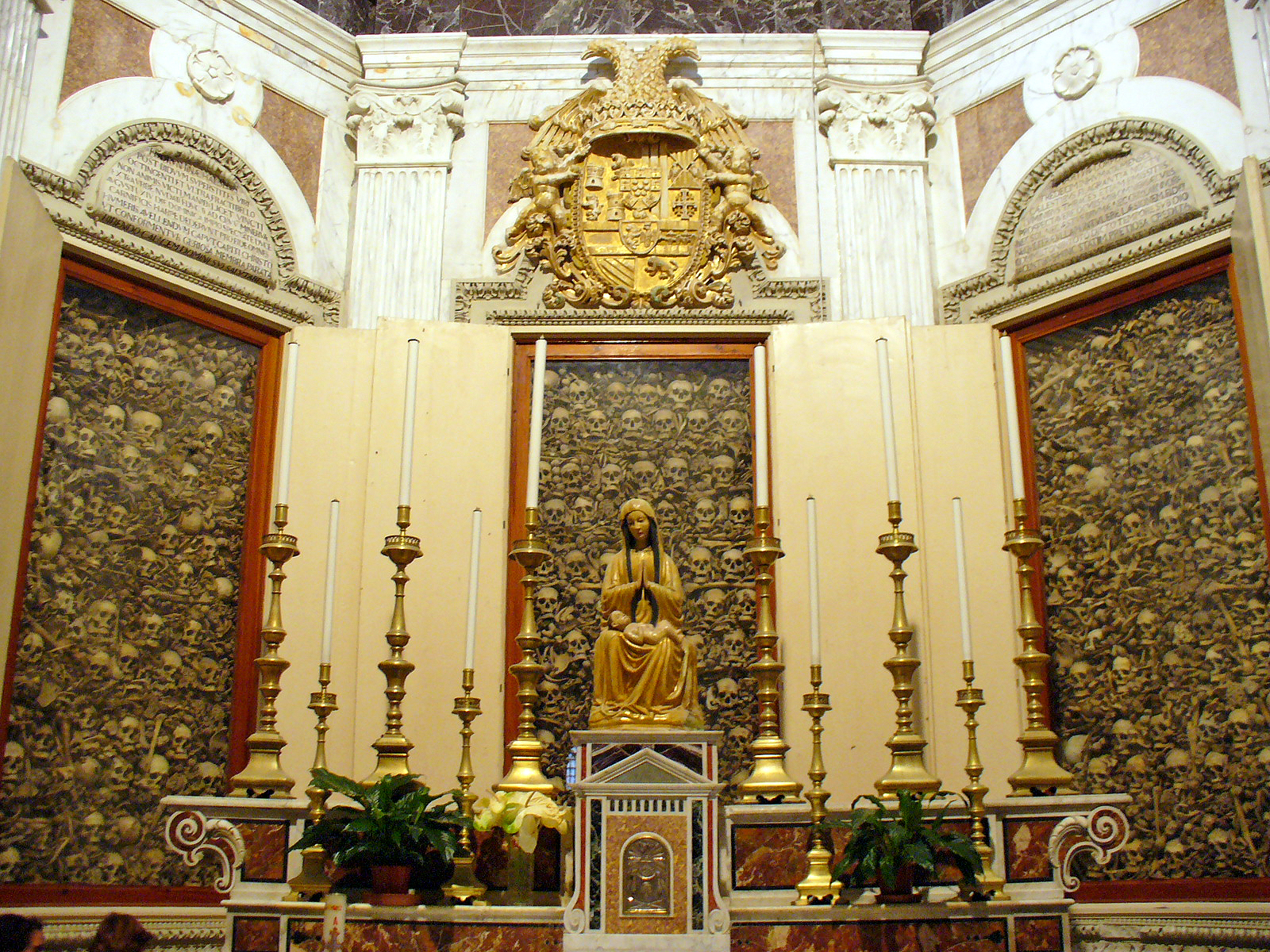
Martelarenkapel
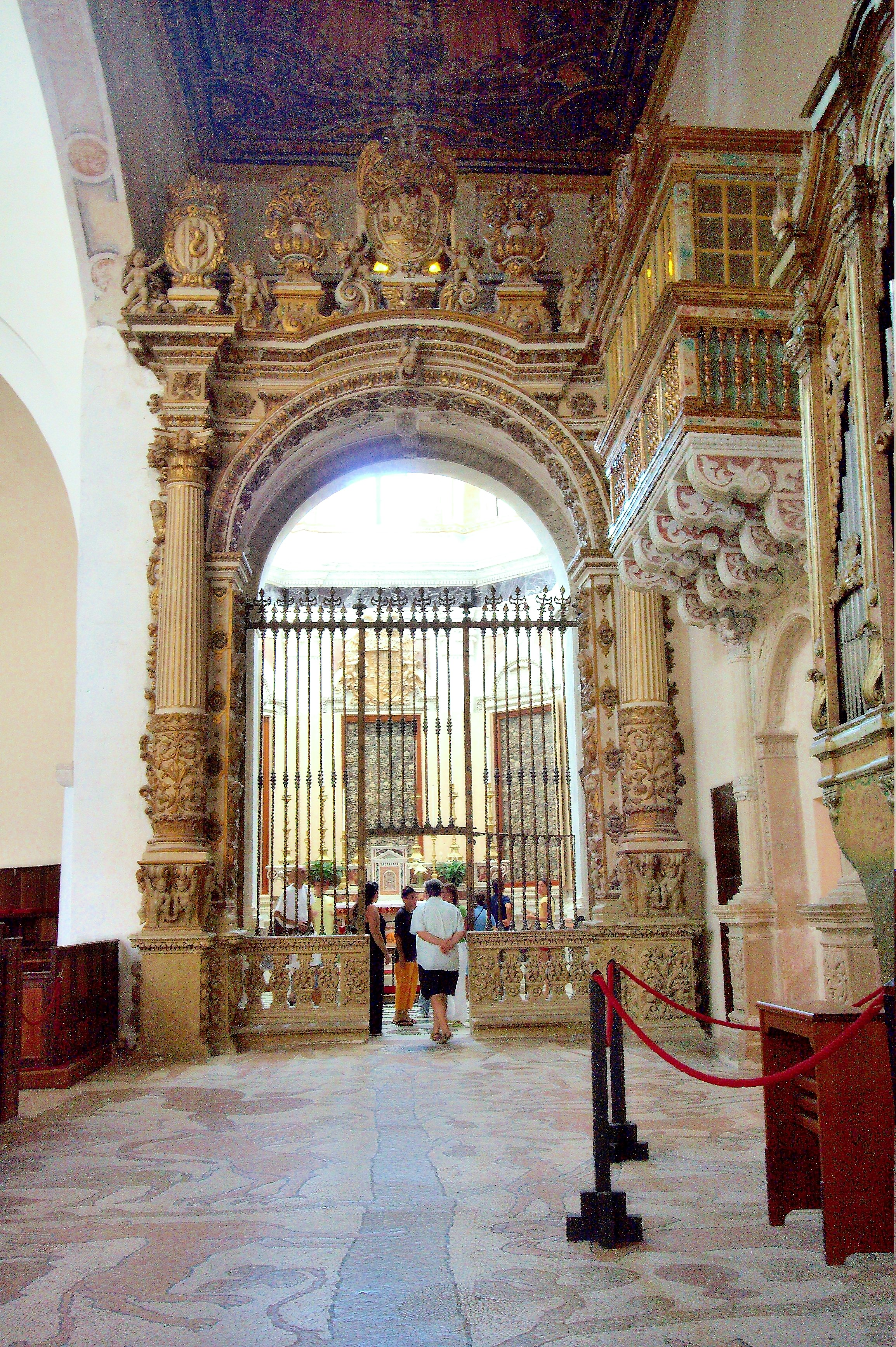
Toegang martelarenkapel
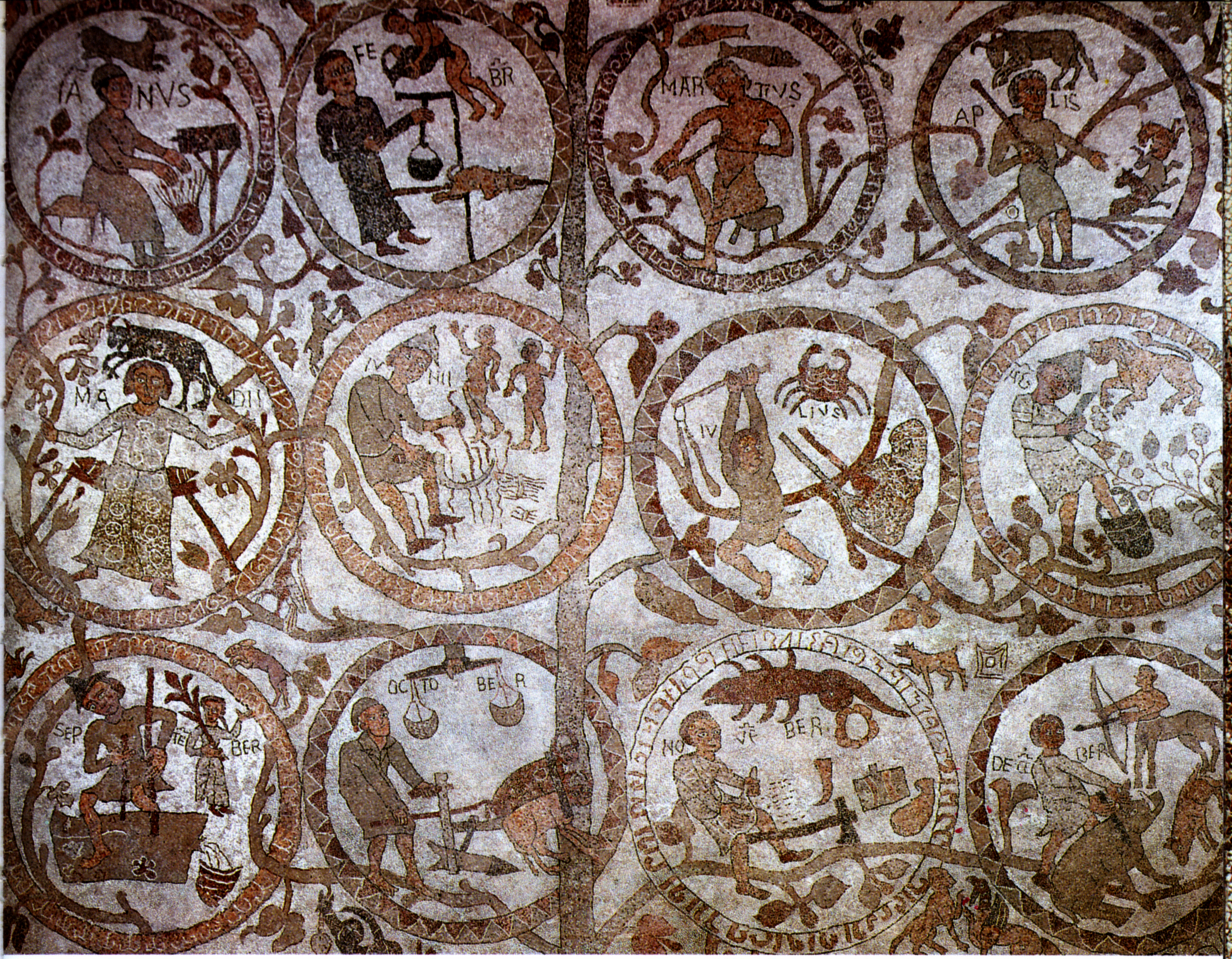
Detail vloermozaïek
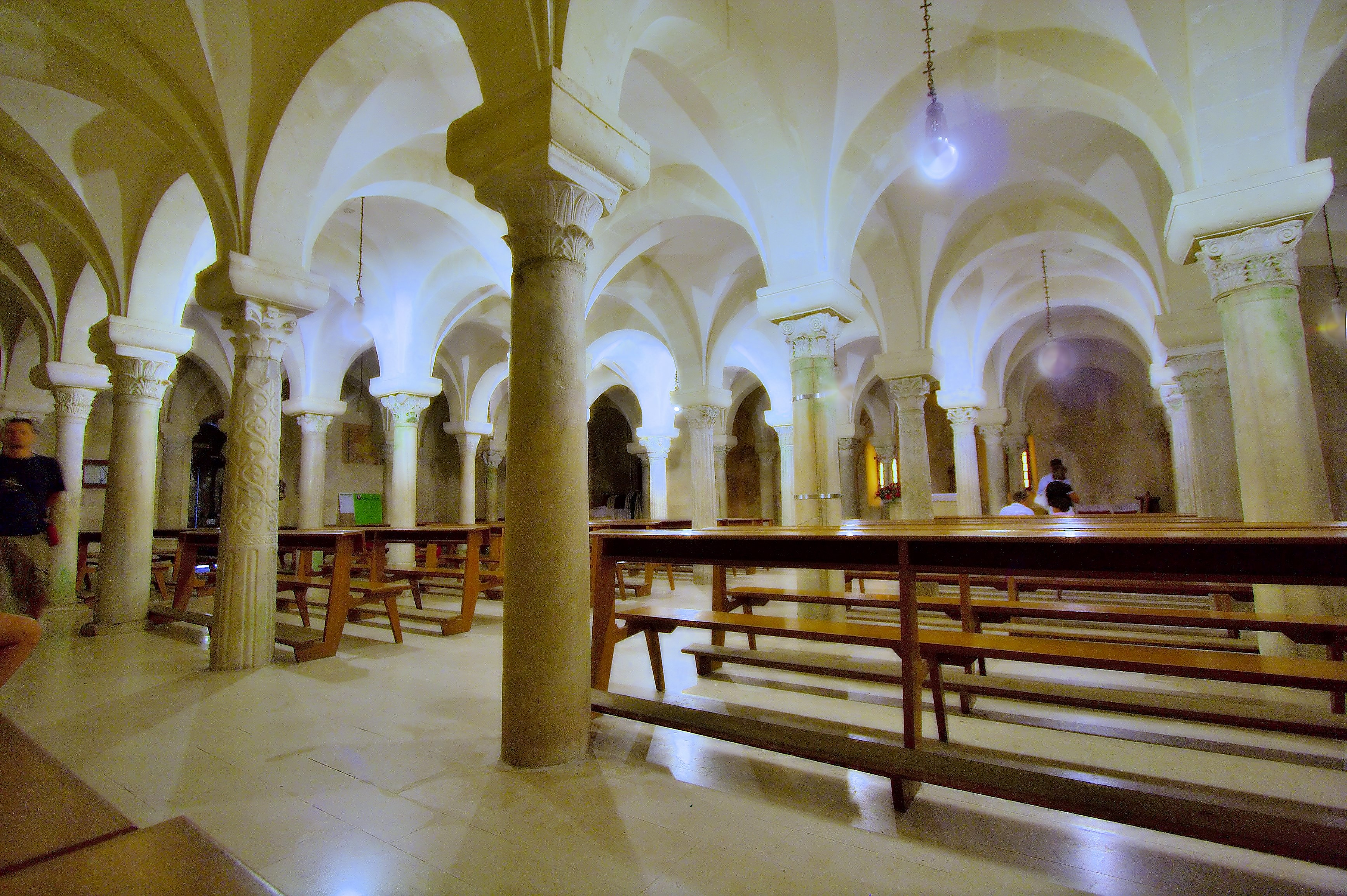
crypte